# 卡爾瓦 (加利福尼亞州)
卡爾瓦（英語：Calwa）是位於美國加利福尼亞州弗雷斯諾縣的一個人口普查指定地區。

## 地理
卡爾瓦的座標為36°42′38″N 119°45′31″W / 36.71056°N 119.75861°W，而該地最高點為海拔高度89米（即292英尺）。

## 人口
根據2010年美國人口普查的數據，卡爾瓦的面積為1.617平方千米，當中陸地面積為1.617平方千米，而水域面積為0.000平方千米。當地共有人口2052人，而人口密度為每平方千米1,269人。